# Polyclète le Jeune
Pour le sculpteur classique, voir Polyclète.
Polyclète le Jeune (en grec Πολύκλειτος / Polýkleitos) est un architecte vivant à Argos au Ve siècle av. J.-C. Sa statuaire, décrite par Pausanias[réf. souhaitée], ne nous est pas parvenue.
Il est donné par Pausanias  comme l'architecte de la tholos et du théâtre d'Épidaure :
« Ἐπιδαυρίοις δέ ἐστι θέατρον ἐν τῷ ἱερῷ μάλιστα, ἐμοὶ δοκεῖν, θέας ἄξιον· τὰ μὲν γὰρ Ῥωμαίων πολὺ δή τι καὶ ὑπερῇρε τῶν πανταχοῦ τῷ κόσμῳ, μεγέθει δὲ Ἀρκάδων τὸ ἐν Μεγάλῃ πόλει· ἁρμονίας δὲ ἢ κάλλους ἕνεκα ἀρχιτέκτων ποῖος ἐς ἅμιλλαν Πολυκλείτῳ γένοιτ' ἂν ἀξιόχρεως; Πολύκλειτος γὰρ καὶ θέατρον τοῦτο καὶ οἴκημα τὸ περιφερὲς ὁ ποιήσας ἦν. ».
« Les théâtres de Rome surpassent en magnificence ceux de tous les autres pays; il n'en est point qui pour la grandeur se puisse comparer à celui de Mégalopolis en Arcadie; mais si l'on envisage l'ensemble de toutes les parties et l'élégance de la construction, quel architecte oserait se comparer à Polyclète, qui a construit ce théâtre ainsi que l'édifice rond dont j'ai parlé ? ».